# Díode emissor de llum
A (p)

C ó K (n)

Representació simbòlica.
Un díode LED (acrònim anglès de light-emitting diode (díode emissor de llum) o DEL (díode electroluminescent), és un dispositiu semiconductor que emet llum incoherent d'espectre reduït quan se'n polaritza de forma directa la unió PN i és travessat per corrent elèctric. El color depèn del material semiconductor emprat en la construcció del díode, i pot variar des de l'ultraviolat, passant per l'espectre de llum visible, fins a l'infraroig. En l'últim cas, reben la denominació de díodes IRED (Infra-Red Emitting Diode). El patró de radiació es pot modificar a voluntat en la fabricació del mateix LED mitjançant components òptics.
El dispositiu semiconductor està comunament encapsulat en una coberta de plàstic de major resistència que les de vidre que usualment s'usen en les peretes. Encara que el plàstic pot estar acolorit, és només per raons estètiques, ja que això no influeix en el color de la llum emesa. Usualment, la coberta té una cara plana que indica el càtode, que a més és més curt que l'ànode (vegeu la fotografia).
Al contrari que les làmpades d'incandescència que poden alimentar-se amb corrent altern o continu, el díode LED només funciona amb aquest últim, ja que només condueix l'electricitat quan es polaritza en directe, com els díodes p-n convencionals. Ha de triar-se bé el corrent que travessa el LED per a obtenir una bona intensitat lluminosa; el voltatge d'operació va des d'1,5 a 2,2 V aproximadament i la gamma d'intensitats que ha de circular per ell va de 10 a 20 mA en els díodes de color roig i d'entre 20 i 40 mA per als altres LEDs.

## Història

### Descobriments
L'electroluminiscència com a efecte es va descobrir l'any 1907 per l'experimentador britànic H. J. Round de Marconi Labs.
L'any 1927 l'inventor rus Oleg Losev publica la creació del primer LED en diverses revistes científiques a la Gran Bretanya, Rússia i Alemanya, però no es va trobar cap tipus d'ús durant diverses dècades.
El primer díode LED que emetia en l'espectre visible fou desenvolupat per l'enginyer de General Electric Nick Holonyak el 1962.
El 1968, Monsanto es va convertir en la primera companyia a iniciar la producció en massa del primer tipus de díode emissor de llum (LEDs), utilitzant l'arsenur de gal·li (amb i sense fosfur). Això va marcar el començament de l'era de l'actual LED per a il·luminació, encara que al principi eren de baixa intensitat. De 1968 a 1970, les vendes es van duplicar cada pocs mesos. Els seus productes (LEDs discrets i pantalles numèriques de set segments) es van convertir en els estàndards de la indústria. Els principals mercats van ser llavors les calculadores electròniques, rellotges digitals i altres tipus d'aplicacions amb display digital. Monsanto es convertí en la pionera en el camp de la optoelectrònica durant la dècada de 1970, traspassant el negoci més tard a HP.

## Tecnologia LED
Un LED és un diode format per una unió o junció PN que emet llum quan s'activa. L'activació es produeix quan s'aplica un voltatge determinat els electrons són capaços de recombinar-se amb els forats d'electrons presents en el semiconductor alliberant energia en forma de fotons (electroluminescència). Aquesta energia serà equivalent a la diferència d'energia la banda de conducció (de major energia) a la banda de valència (de menor energia). La longitud d'ona de la radiació que emeten dependrà per tant de la naturalesa del semiconductor. Actualment podem trobar diferents LEDs que emetin en el IR, llum visible o UV.
A continuació es mostra una taula on es mostren diferents materials i el seu color.
| Compost                                          | Longitud d'ona (nm) | Color                |
| ------------------------------------------------ | ------------------- | -------------------- |
| Arsenur de gal·li (GaAs)                         | λ › 890             | Infraroig            |
| Arsenur de gal·li i alumini (AlGaAs)             | 760 ‹ λ ‹ 890       | Roig i infraroig     |
| Arsenur fosfuri de gal·li (GaAsP)                | 630 ‹λ ‹ 760        | Roig, taronja i groc |
| Fosfur d'arsènci i gal·li (GaAsP)                | 570 ‹ λ ‹ 590       | Groc                 |
| Nitrur de gal·li (GaN)                           | 500 ‹ λ ‹ 570       | Verd                 |
| Fosfur de gal·li (GaP)                           | 500 ‹ λ ‹ 570       | Verd                 |
| Selenur de zinc (ZnSe)                           | 450 ‹ λ ‹ 500       | Blau                 |
| Nitrur de gal·li i indi (InGaN)                  | 450 ‹ λ ‹ 500       | Blau                 |
| Carbur de silici (SiC)                           | 450 ‹ λ ‹ 500       | Blau                 |
| Diamant (C) Nitrur de bor Nitrur d'alumini (AlN) | λ ‹ 400             | Ultraviolat          |
| Diode blau amb un de fosfor                      | tot l'espectre      | Blanc                |

Els primers díodes construïts foren els díodes infraroigs i de color roig, permetent el desenvolupament tecnològic posterior la construcció de díodes per a longituds d'ona cada vegada menors. En particular, els díodes blaus van ser desenvolupats a finals dels 90, afegint-se als rojos i verds desenvolupats amb anterioritat, la qual cosa va permetre, per combinació d'aquests, l'obtenció de llum blanca. El díode de selenur de zinc pot emetre també llum blanca si es barreja la llum blava que emet amb la roja i verda creada per fotoluminescència. La innovació més recent en l'àmbit de la tecnologia LED són els díodes ultravioletes, que s'han usat amb èxit en la producció de llum blanca a l'emprar-se per a il·luminar materials fluorescents.
Tant els díodes blaus com els ultravioletes són relativament cars si els comparem amb els més comuns (roig, verd, groc i infraroig) sent per això menys emprats en les aplicacions comercials.
Els LED comercials típics estan dissenyats per a potències de l'orde dels 30 a 60 mW. Al voltant de 1999 es van introduir en el mercat díodes capaços de treballar amb potències d'1 W per a ús continu; aquests díodes tenen unes matrius semiconductores de dimensions molt majors per a poder suportar tals potències i incorporen a més aletes metàl·liques per a dissipar la calor (veure convecció) generada per l'efecte Joule. L'any 2002 es van comercialitzar díodes per a potències de 5 W, amb eficiències entorn de 60 lm/W, és a dir, l'equivalent a una bombeta incandescent de 50 W. En cas de continuar aquesta progressió, en el futur serà teòricament possible l'ús de díodes LED en la il·luminació.

### LEDs orgànics (OLEDs)
A inicis del segle XXI s'han desenvolupat els OLED (díodes LED orgànics), fabricats amb polímers orgànics semiconductors. Aquests materials condueixen l'electricitat gràcies a la deslocalització dels electrons pi per conjugació. Aquests tipus de LED presenta avantatges respecte els inorgànics; baix cost, necessiten un voltatge més baix i una alta gamma de colors i contrastos que no tenim amb els inorgànics. Encara que l'eficiència aconseguida amb aquests dispositius està lluny de la dels díodes inorgànics, la seva fabricació promet ser considerablement més barata que la d'aquells, sent a més possible dipositar gran quantitat de díodes sobre qualsevol superfície emprant tècniques de pintat per a crear pantalles a color.

### LEDs depunt quàntic
Són nanocristalls semiconductors amb propietats òptiques que ens permeten obtenir qualsevol color de l'espectre. Per obtenir el color, hem d'excitar el material mitjançant un altre LED inorgànic o bé per electricitat. La seva estructura és similar a la dels OLEDs, però en aquests tenim una capa de punts quàntics intercalada en dos capes de transport d'electrons. Quan apliquem un camp elèctric, l'electrò cau en forats quàntics. Segons la mida del forat quàntic, el color serà un o un altre, però sempre serà pur.

## Aplicacions

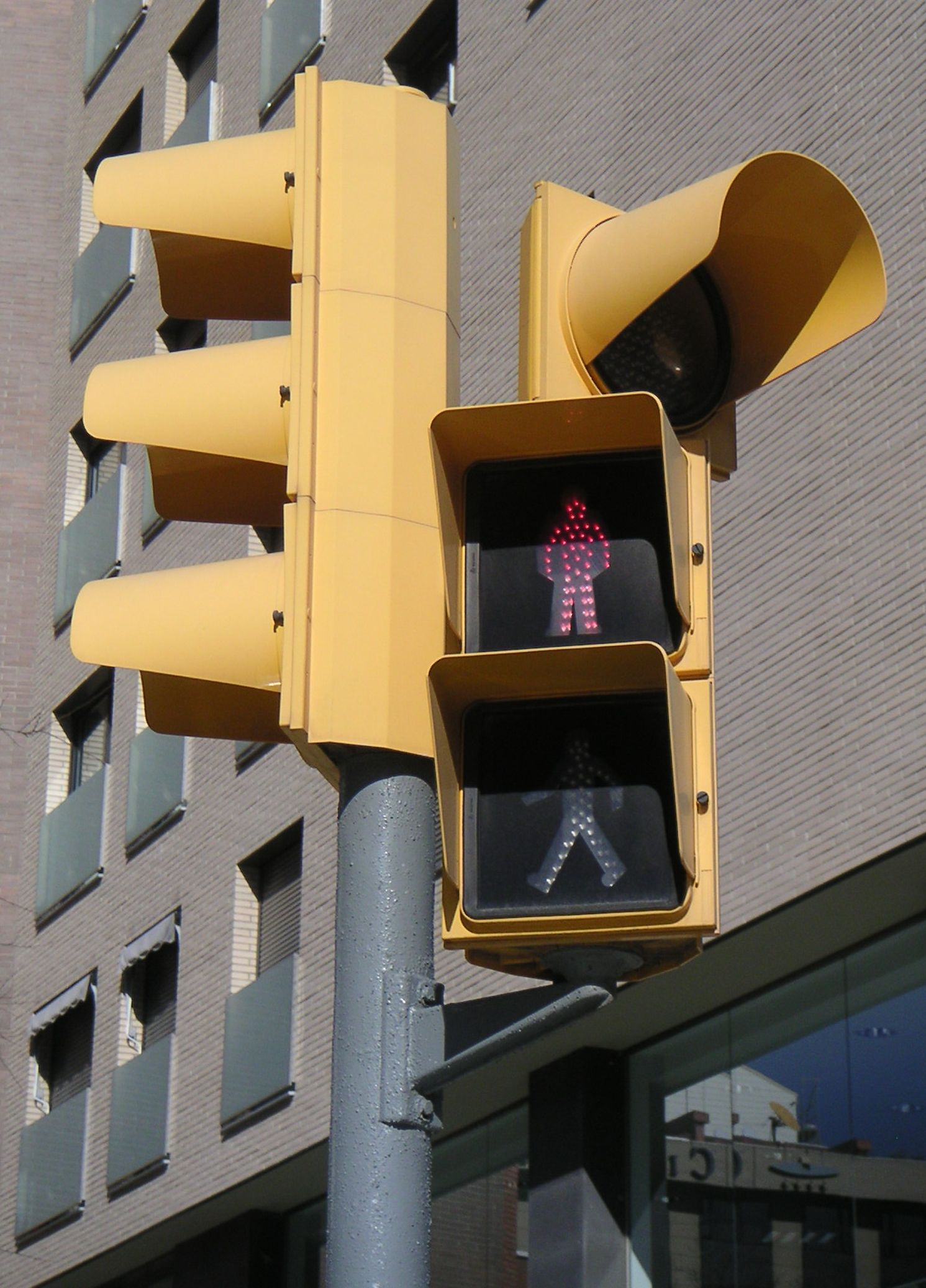
Semàfor de leds

La tecnologia LED està molt estesa actualment i degut als avantatges que presenta respecte a les fonts clàssiques d'emissió de llum, com les llums incandescents o les fluorescents, està substituint-les en multitud d'aplicacions.
Els díodes d'infraroigs (IRED) s'usen des de mitjans del segle xx en comandaments a distància de televisors, havent-se generalitzat el seu ús en altres electrodomèstics com a equips d'aire condicionat, equips de música, etc. i en general per a aplicacions de comandament a distància, així com en dispositius detectors.
Recentment s'està estenent l'ús de la tecnologia LED en l'àmbit de les impressores. Aquestes impressores LED funcionen de manera anàloga a les impressores làser amb la diferència que la font d'emissió de llum sobre el tambor fotosensible és un LED enlloc d'un làser. Això presenta certs avantatges: fabricació d'impressores més petites, no hi ha producció d'ozó i la imatge té millor resolució.
La Torre Agbar utilitza més de 4.500 lluminàries que inclouen LEDs per a il·luminar la seva façana amb diferents imatges.
L'ús de làmpades LED en l'àmbit de la il·luminació (incloent la senyalització de trànsit) és previsible que s'incrementi en el futur, ja que encara que les seves prestacions són intermèdies entre les làmpades incandescents i els tubs fluorescents, presenta indubtables avantatges enfront d'aquests dos sistemes d'il·luminació, particularment la seva llarga vida útil i la seva menor fragilitat, a part de ser econòmicament més viables que les esmentades anteriorment. L'acoblament de LEDs blaus, verds i vermells permeten una il·luminació amb llum blanca.
En l'àmbit de la neurofisiologia clínica, s'usen díodes LED per a proporcionar estímuls lluminosos intermitents a través d'unes ulleres que es col·loquen al pacient a fi d'obtenir potencials evocats visuals.

### Indicadors i senyals
El baix consum d'energia, baix manteniment i mida reduïda dels LEDs moderns ha donat lloc a aplicacions com a indicadors d'estat i es presenta en una gran varietat d'equips i instal·lacions. Les pantalles LED d'àmplia zona s'utilitzen com a pantalles a estadis i com a pantalles dinàmiques d'ús decoratiu. Pantalles de pes lleuger i primes que mostren missatges s'utilitzen en els aeroports i estacions de ferrocarril, i disposen al públic informació sobre la destinació dels trens, autobusos, tramvies i transbordadors.
Els díodes LED s'utilitzen a bastament en tot tipus d'indicadors d'estat (encès/apagat) en dispositius de senyalització (de trànsit, d'emergència, etc.) i en panells informatius (el major del món, del NASDAQ, té 36,6 metres d'alçada i es troba a Times Square, Manhattan). També s'empren en l'enllumenat de pantalles de cristall líquid de televisions, telèfons mòbils, calculadores, agendes electròniques, etc. així com en bicicletes, semàfors, indicadors logístics i de transport de tota mena, indicadors en fàbriques i usos semblants.